# Sperosomatinae
De Sperosomatinae zijn een onderfamilie van de Echinothuriidae, een familie van zee-egels uit de orde Echinothurioida.

## Geslachten
- Sperosoma Koehler, 1897
- Tromikosoma Mortensen, 1903